# Hancock
Hancock je film o superheroju, ki ga je režiral Peter Berg. V filmu, ki je izšel leta 2008, igrajo Will Smith, Charlize Theron in Jason Bateman. Odziv kritikov je bil mešan - film naj namreč ne bi izkoristil potenciala zgodbe.